# Vitray-en-Beauce
Vitray-en-Beauce és un municipi francès, situat al departament de l'Eure i Loir i a la regió de Centre – Vall del Loira. L'any 2007 tenia 309 habitants.

## Demografia

### Població
El 2007 la població de fet de Vitray-en-Beauce era de 309 persones. Hi havia 108 famílies, de les quals 16 eren unipersonals (16 homes vivint sols), 40 parelles sense fills i 52 parelles amb fills.
La població ha evolucionat segons el següent gràfic:
Habitants censats

### Habitatges
El 2007 hi havia 125 habitatges, 110 eren l'habitatge principal de la família, 6 eren segones residències i 9 estaven desocupats. Tots els 125 habitatges eren cases. Dels 110 habitatges principals, 100 estaven ocupats pels seus propietaris, 7 estaven llogats i ocupats pels llogaters i 3 estaven cedits a títol gratuït; 2 tenien una cambra, 6 en tenien dues, 15 en tenien tres, 35 en tenien quatre i 51 en tenien cinc o més. 91 habitatges disposaven pel capbaix d'una plaça de pàrquing. A 36 habitatges hi havia un automòbil i a 66 n'hi havia dos o més.

### Piràmide de població
La piràmide de població per edats i sexe el 2009 era:
| Homes | Edats   | Dones |
| ----- | ------- | ----- |
| 0     | 95 o +  | 0     |
| 0     | 90 a 94 | 0     |
| 1     | 85 a 89 | 3     |
| 1     | 80 a 84 | 1     |
| 2     | 75 a 79 | 5     |
| 4     | 70 a 74 | 3     |
| 8     | 65 a 69 | 3     |
| 9     | 60 a 64 | 8     |
| 7     | 55 a 59 | 4     |
| 6     | 50 a 54 | 9     |
| 8     | 45 a 49 | 6     |
| 8     | 40 a 44 | 7     |
| 18    | 35 a 39 | 15    |
| 22    | 30 a 34 | 16    |
| 12    | 25 a 29 | 8     |
| 1     | 20 a 24 | 4     |
| 5     | 15 a 19 | 7     |
| 8     | 10 a 14 | 12    |
| 19    | 5 a 9   | 12    |
| 14    | 0 a 4   | 13    |

## Economia
El 2007 la població en edat de treballar era de 185 persones, 149 eren actives i 36 eren inactives. De les 149 persones actives 139 estaven ocupades (75 homes i 64 dones) i 10 estaven aturades (6 homes i 4 dones). De les 36 persones inactives 11 estaven jubilades, 15 estaven estudiant i 10 estaven classificades com a «altres inactius».

### Ingressos
El 2009 a Vitray-en-Beauce hi havia 115 unitats fiscals que integraven 323 persones, la mediana anual d'ingressos fiscals per persona era de 17.699 €.

### Activitats econòmiques
Dels 5 establiments que hi havia el 2007, 2 eren d'empreses de construcció, 2 d'empreses de comerç i reparació d'automòbils i 1 d'una empresa d'hostatgeria i restauració.
Dels 3 establiments de servei als particulars que hi havia el 2009, 1 era un taller de reparació d'automòbils i de material agrícola i 2 guixaires pintors.
L'any 2000 a Vitray-en-Beauce hi havia 8 explotacions agrícoles.

## Poblacions més properes
El següent diagrama mostra les poblacions més properes.